# Episodi di Dr. Stone (quarta stagione)

Titolo della quarta stagione

Questa è la lista degli episodi della quarta e ultima stagione della serie televisiva anime Dr. Stone, prodotta da TMS Entertainment e tratta dall'omonimo manga scritto da Riichirō Inagaki e disegnato da Boichi.
La quarta stagione si intitola Dr. Stone: Science Future e comprende gli episodi dal 58 in poi. La trasmissione si suddivide in tre parti.
La stagione è stata annunciata dopo la conclusione della terza. Dopo una proiezione in anteprima avvenuta al Comic Con Experience di San Paolo il 5 dicembre 2024, viene trasmessa su Tokyo MX dal 9 gennaio 2025. La sigla di apertura è Casanova Posse degli Ali, mentre la sigla di chiusura è Rolling Stone dei Breimen.
Crunchyroll ha rinnovato la distribuzione internazionale della serie in versione sottotitolata e doppiata in vari Paesi, tra cui l'Italia ed è trasmessa in simulcast lo stesso giorno della trasmissione giapponese, dal 9 gennaio 2025.

## Lista episodi
Questa lista è suscettibile di variazioni e potrebbe essere incompleta o non aggiornata.

| Nº serie | Nº | Titolo italiano Giapponese 「Kanji」 - Rōmaji | In onda          | In onda          |
| Nº serie | Nº | Titolo italiano Giapponese 「Kanji」 - Rōmaji | Giapponese       | Italiano         |
| 58       | 1  | Ryusui VS Senku 「RYUSUI VS. SENKU」 | 9 gennaio 2025   | 9 gennaio 2025   |
| 58       | 1  | A bordo della Perseus, diretta verso San Francisco, l'equipaggio è angosciato per via di una diatriba tra Ryusui e Senku: Ryusui vorrebbe seguire una rotta lossodromica per attraversare l'Oceano Pacifico in settanta giorni senza difficoltà, mentre Senku preferisce impostare una rotta ortodromica per completare il viaggio in soli quaranta giorni e arrivare in tempo per il raccolto del granturco, anche se la navigazione sarebbe più complicata. Entrambe le motivazioni sono valide e gli schieramenti del resto dell'equipaggio non fanno propendere verso nessuna soluzione, pertanto i due contendenti si sfidano a Poker. Ryusui gioca insieme a Gen, che tenta subito di barare elevando un asso nel mazzo, poi simula altri trucchi per far spostare l'attenzione generale su di essi mentre sostituisce la mano di Ryusui con un poker d'assi. Assieme a Senku c'è Kohaku, che sventa i tentativi d'imbroglio di Gen ma cade nella sua ultima trappola e non può dimostrare di averlo visto cambiare le carte. Nonostante sappia che Ryusui si sia procurato una mano vincente, Senku vuole scommettere tutte le sue fiche e chiede a Kohaku di pescare con rapidità tre carte non in cima al mazzo, che aveva precedentemente marchiato con l'urusciolo estratto dalla lacca di un cilindro fonografico usato da Minami. Ryusui risponde alla puntata, anche lui con tutto ciò che ha, e perde contro la scala reale calata da Senku. La nave quindi vira a nord per seguire la rotta ortodromica e, per migliorare il viaggio all'equipaggio, viene accresciuta la razione di cibo e creato un casinò con bar. Ad Ukyo però non sfugge che la sceneggiata sulla lite e la sua risoluzione sono state ordite appositamente per far accettare all'equipaggio le difficoltà della rotta più complicata. |                  |                  |
| 59       | 2  | Science Journey 「SCIENCE JOURNEY」 – "Il viaggio della scienza" | 16 gennaio 2025  | 16 gennaio 2025  |
| 59       | 2  | La bevanda principale del bar di François è la birra, preparata prima della partenza con succo d'orzo e luppolo giapponese, ma il barista ha pensato anche a delle bevande analcoliche a base di sciroppo di gomma arabica per coloro che devono vigilare sulla navigazione. Matsukaze racconta del giorno in cui caddero dal cielo le armi pietrificanti, non per impietrire direttamente l'intera isola ma per far sì che gli uomini si attaccassero tra loro. Per far allenare Matsukaze, Tsukasa chiede di risvegliare Hyoga, il quale accetta l'incarico a patto di riavere al suo fianco Homura e Moz, che entrano così a far parte dell'equipaggio. Senku, Ukyo e Ryusui spiegano agli altri il metodo di navigazione che stanno usando: per sapere la posizione della nave calcolano la longitudine dallo scarto orario dal Giappone, restando aggiornati grazie a un segnale orario inviato periodicamente da Ruri in onde corte, e ricavano la latitudine misurando l'altezza del Sole con un sestante. Sfortunatamente i navigatori attraversano una zona di tempesta, nella quale è impossibile continuare a vedere il sole, tuttavia Chrome, ricordando la storia raccontata da Ryusui sulla "pietra del sole" usata dai vichinghi, usa un cristallo parallelepipedo di calcite coperto da una tavola di legno forata nella direzione da rivolgere al cielo per individuare la posizione del Sole bilanciando la birifrangenza. La Perseus, dopo un viaggio difficoltoso, approda in America. |                  |                  |
| 60       | 3  | Trappola luminosa nelle tenebre 「暗闇の誘蛾灯」 - Kuragami no yūgatō | 23 gennaio 2025  | 23 gennaio 2025  |
| 60       | 3  | La nave attraversa la baia di San Francisco e l'equipaggio si divide in due gruppi: uno resta sulla Perseus, mentre l'altro, scortato dai guerrieri, risale il fiume Sacramento alla ricerca del mais. La squadra di esplorazione viene attaccata da un gruppo di coccodrilli, ma si difende a dovere e quella sera li mangia in hamburger preparati da François. Tsukasa trova una pannocchia di mais nello stomaco di un coccodrillo e Kohaku il giorno seguente raccoglie dei chicchi che galleggiano nel fiume, questi indizi significano che sono sulla strada giusta e che, grazie alla precessione degli equinozi che durante l'era della pietrificazione ha ritardato le stagioni di nove giorni sul calendario, sono approdati in America ancora in tempo per il raccolto. Senku è insospettito dalla facilità con cui hanno trovato i chicchi nel fiume, e la sera sulla riva rivolge una lampada verso il cielo per attirare degli insetti. Il grosso numero di piralidi del mais non solo conferma la presenza di granturco, ma che ce ne sia un'intera piantagione, e di lì a poco la luce ben visibile attira un nemico che restando nascosto nella boscaglia apre il fuoco verso gli esploratori con una mitragliatrice, e li costringe a ritirarsi sulle loro imbarcazioni e retrocedere. |                  |                  |
| 61       | 4  | Dr. X 「Dr. X」 | 30 gennaio 2025  | 30 gennaio 2025  |
| 61       | 4  | Il nemico insegue i protagonisti con un aereo nella loro fuga sul fiume, rivolgendo ancora una volta contro di loro la mitragliatrice. Senku neutralizza il motore dell'aereo in picchiata con una boccetta di acetilene scagliata in aria da Kirisame, poi il gruppo va a recuperare i rottami del velivolo precipitato nella foresta, senza trovarvi il pilota nei paraggi. In seguito, Gen, Chrome e Kohaku tornano sul posto dove hanno avuto il primo contatto con il nemico per incontrarlo di nuovo. Ad un certo punto Gen intuisce di star cadendo in una sua trappola e chiede ai suoi compagni di proseguire da solo, lasciando comunque delle tracce sul sentiero. Il mentalista incontra colui che li ha attaccati, un ex militare chiamato Stanley Snider, che lo conduce nel luogo dove vive: un'immensa piantagione di mais situata sulla riva di un lago, gestita da quella che assomiglia a una fabbrica. Lì lavora il dottor Xeno, un individuo oscuro che condivide la stessa erudizione di Senku per la scienza. Giunto nel suo laboratorio, Gen viene sottoposto a un interrogatorio mentre viene monitorato tramite una macchina della verità. Nonostante tutto, Gen mente nel rispondere mantenendo la calma e i valori regolari. Racconta di essere scappato dalla sua comunità perché troppo laboriosa e, per difendere l'identità di Senku, dichiara che il loro scienziato nonché leader si chiama Taiju. |                  |                  |
| 62       | 5  | Doctor VS. Doctor 「DOCTOR VS. DOCTOR」 – "Dottore contro dottore" | 6 febbraio 2025  | 6 febbraio 2025  |
| 62       | 5  | Chrome e Kohaku si mettono in contatto con la Perseus per riferire gli aggiornamenti sull'operazione, ma questi interrompono la comunicazione subito dopo aver ricevuto le informazioni più importanti riguardanti Gen, per evitare di far trapelare informazioni al nemico, che poco dopo li contatta direttamente e chiede di poter conferire con il dottor Taiju. Xeno lo informa che hanno messo a punto una fabbrica per il processo Haber-Bosch per la sintesi dell'ammoniaca, grazie alla quale possono disporre di quantità illimitate di polvere da sparo, ma non hanno ancora scoperto il modo di risvegliare artificialmente le persone pietrificate. Essendo l'asso della manica del regno della scienza, Taiju risponde di non poter rivelare nulla sul liquido del risveglio e il dottor Xeno chiude la telefonata. Dopo l'arrivo di un aereo da ricognizione, i membri del regno della scienza capiscono che Xeno sta progettando di attaccarli e, potendo difendersi adeguatamente solo in volo, decidono di trasformare la Perseus in una portaerei per far decollare e atterrare l'aereo che hanno recuperato. Mentre procedono i lavori per liberare il ponte e dotare l'aereo di ruote di fibre di bambù intrecciate, Senku fa partire una squadra d'attacco composta da Tsukasa, Hyoga, Ukyo e Suika per anticipare Xeno. |                  |                  |
| 63       | 6  | Science Is Elegant 「SCIENCE IS ELEGANT」 – "La scienza è elegante" | 13 febbraio 2025 | 13 febbraio 2025 |
| 63       | 6  | Secondo il dottor Xeno, il modo più efficace per mandare allo sbaraglio il gruppo dei giapponesi è eliminare solo il loro capo, perciò incarica Stanley di uccidere Taiju appostandosi su un albero vicino alla nave Perseus e tenendosi pronto a sparare. Durante l'appostamento una ragazza della colonia americana, chiamata Luna, si fa accogliere sulla nave fingendosi una fuggitiva per scoprire quale membro dell'equipaggio è Taiju, il loro leader, per poi condurlo sul ponte e indicarlo a Stanley. Intanto Senku ipotizza che Luna sia una spia, ma vuole approfittare della sua presenza a bordo per scucirle quante più informazioni possibili sul dottor Xeno e si comporta in modo gentile con lei. Per farla sentire a suo agio, François si offre di preparare per lei una coppa di gelato alla spina con vanillina sintetizzata. Dopo essere stato servito a Luna, il gelato viene offerto anche agli altri membri dell'equipaggio, che lo gradiscono molto. Luna cita un'espressione tipica del dottor Xeno, che definirebbe quel dolce "elegant", grazie alla quale Senku scopre di averlo già conosciuto: fu uno scienziato nella NASA che gli fece da mentore quand'era bambino. |                  |                  |
| 64       | 7  | I due scienziati 「二人の科学者」 - Futari no kagaku-sha | 20 febbraio 2025 | 20 febbraio 2025 |
| 64       | 7  | Da bambino Senku inviava delle richieste tramite posta elettronica agli scienziati di tutto il mondo per ricevere delle risposte ai suoi interrogativi e solo il dottor Xeno, ricercatore di 10 anni in più di lui del Lyndon B. Johnson Space Center della NASA, gli rispondeva con precise indicazioni su quali strumenti adoperare e come proseguire i suoi esperimenti per la creazione di un razzo, firmandosi come Dr. X. La notte prima della pietrificazione una ricerca di Senku pubblicata in rete aiutò gli scienziati a dare credito alle diverse segnalazioni delle innumerevoli rondini trovate pietrificate. Dopo alcune analisi al CDC, quello stesso giorno venne convocato un vertice nel parco nazionale dei Pinnacoli con la DARPA, e il dottor Xeno spiegò ai presenti di aver scoperto che gli esseri viventi possono rimanere in vita se restano coscienti dopo la pietrificazione. Proprio in quel momento sopraggiunse il raggio pietrificante che bloccò in quel luogo Xeno, Stanley, Luna e tutti gli altri che, una volta risvegliati, si misero al servizio del dottore. Anche quest'ultimo, come Senku, si pose l'obiettivo di coltivare il mais dentato giallo presente nella costa ovest del Nord America per guadagnare numerose altre materie prime. |                  |                  |
| 65       | 8  | Lock On 「LOCK ON」 – "Agganciare" | 27 febbraio 2025 | 27 febbraio 2025 |
| 65       | 8  | Dopo il suo risveglio, anche Xeno scoprì l'effetto dell'acido nitrico sulle statue di pietra, e riportò in vita tutte le persone che erano al summit il giorno della pietrificazione. Grazie a un anello di platino conservato da Carlos, uno spasimante di Luna, Xeno ha potuto avviare una produzione massiva di acido nitrico e polvere da sparo. Tornando al presente, Luna non se la sente di indicare Taiju a Stanley perché non vuole vederlo morire, però ha capito che Senku conosce il dottor Xeno e comunica il suo nome ai suoi compagni nascosti nella boscaglia tramite il labiale. Carlos e Max riferiscono a loro volta il nome di Senku a Xeno con una comunicazione radio cifrata con uno scrambler. Xeno intuisce lo scambio di persona e dice a Stanley di sparare a Senku invece che a Taiju, dandogli alcune generalità del bersaglio. Nel frattempo Ryusui ha visto Luna comunicare con l'esterno della nave e avverte tutti che sono sotto il tiro di un cecchino. Stanley individua Senku notando la sua reazione al pericolo e quest'ultimo cerca riparo nel Bar François, dove mescola un sacco di farina di radice di kudzu con dell'acqua per ottenere un fluido dilatante, che usa come scudo contro il proiettile. |                  |                  |
| 66       | 9  | La luce della scienza 「科学の灯」 - Kagaku no akari | 6 marzo 2025     | 6 marzo 2025     |
| 66       | 9  | Senku viene colpito dai frammenti del proiettile che attraversano il sacco di farina, ne resta gravemente ferito ma non è in pericolo di vita. Luna, tremendamente dispiaciuta per Senku, cerca di aiutarlo come può con le sue poche conoscenze di studentessa di medicina. Intanto, Tsukasa, Hyoga, Ukyo e Suika hanno raggiunto Chrome e Kohaku e insieme iniziano a pensare a un modo per attaccare la base nemica. Anche se si trovano in un momento complicato, Ryusui vuole approfittare della situazione per evitare di essere messi alle strette da Xeno. Il capitano della nave telefona al gruppo di avanguardia comunicando tramite il cifrario di Uesugi, una scacchiera di Polibio adottata da Uesugi Kenshin, per informarli di quanto successo a Senku e per dirgli di far arrivare a Xeno l'arma pietrificante scarica. Il dottore capisce che si tratta di un oggetto del ventunesimo secolo e, anche se non crede più alle parole di Gen, il quale racconta che la Perseus dispone di altre armi come quella pronte ad essere usate, Xeno posticipa l'attacco alla nave in attesa che il dottor Brody termini un progetto segreto. Tra le poche parole che ha pronunciato Senku dopo essere stato ferito c'è il nome di Chrome, per dire che dovrà essere lui a prendere il suo posto. Il giovane scienziato accetta l'incarico e disegna la sua prima tabella di marcia per realizzare una trivella e attaccare la base nemica dal sottosuolo. |                  |                  |
| 67       | 10 | Una strada sporca di terra 「土まみれの道を」 - Tsuchi mamire no michi o | 13 marzo 2025    | 13 marzo 2025    |
| 67       | 10 | Il gruppo di Ukyo inizia a costruire manualmente la galleria con la lancia di Hyoga, ma presto si scontrano con uno strato roccioso impossibile da perforare con mezzi tradizionali. Per fortuna giunge in loro aiuto Taiju, che porta loro, con l'ignaro aiuto di Carlos, il laboratorio su ruote e una trivella di metallo forgiata da Kaseki. Luna è l'unica persona in grado di aiutare Senku a guarire e accetta di farlo a condizione che lui diventi il suo ragazzo, ma ben presto si accorge della freddezza di Senku e si pente della sua assurda richiesta. Carlos è stato legato e imbavagliato, ma ha potuto seguire i lavori sulla costruzione della galleria ed è rimasto stupito dall'impegno speso dai ragazzi, al punto che, quando sente che Luna sta curando il loro leader, decide pure lui di aiutarli disegnando la piantina della base di Xeno che vogliono assaltare. Anche Gen viene informato del piano di infiltrazione tramite messaggi inviati al suo ricevitore radio a galena codificati con il cifrario di Uesugi. Pochi giorni dopo, Stanley torna ad assaltare la Perseus a bordo del suo aereo, ma stavolta l'equipaggio è preparato a ricevere l'attacco. Senku, che è in via di guarigione, decolla come co-pilota assieme a Ryusui sfruttando come pista tutta la lunghezza del ponte della nave, ormai divenuta una vera e propria portaerei. |                  |                  |
| 68       | 11 | Chi conosce le regole e chi le crea 「ルールを知る者創る者」 - Rūru o shiru-mono tsukuru-mono | 20 marzo 2025    | 20 marzo 2025    |
| 68       | 11 | I due aerei eseguono diverse acrobazie e mosse rischiose per porsi alle spalle dell'avversario e tenerlo sotto tiro. Quando si trovano nella mira del nemico, Ryusui effettua una manovra a cobra di Pugačëv e riesce ad avere la potenza necessaria a tornare in assetto grazie all'olio di ricino mischiato nel carburante. Il nemico fa oscillare l'aereo per schivare i colpi di una finta mitragliatrice esposta sul velivolo dei protagonisti, così Ryusui decide di prendere quota e Senku fa precipitare addosso all'avversario delle boccette di acetilene, che neutralizzano il suo motore. Anche l'aereo di Ryusui e Senku, per un errore, finisce vittima dello stesso tranello e precipita nella foresta. Mentre in cielo incalza il duello aereo, l'attenzione di chi si trova sulla nave è tutta rivolta verso l'alto e gli uomini di Xeno ne approfittano per attaccarli con un sottomarino. Tutti i ragazzi vengono facilmente catturati e la resistenza esercitata da Moz e Matsukaze viene sedata da Stanley, che si scopre non essere stato a bordo dell'aereo durante il combattimento. Proprio in quel momento però, la squadra d'assalto fa irruzione nella base di Xeno e lo accerchia. |                  |                  |
| 69       | 12 | Rincontro 「再会」 - Saikai | 27 marzo 2025    | 27 marzo 2025    |
| 69       | 12 | Gli assalitori scappano in tutta fretta attraverso il tunnel portando Xeno con loro. Chrome fa esplodere una bomba per chiudere l'accesso al tunnel dalla base nemica ma purtroppo crolla anche il terreno dall'altro lato e lui e il dottor Xeno rimangono intrappolati. Da entrambe le parti si inizia a scavare per liberare i prigionieri e Xeno, legato, cerca di persuadere Chrome a fare altrettanto verso la sua base offrendogli un posto di rilievo nel governo del nuovo mondo, ma il ragazzo non ritiene di doversi imporre sugli altri solo perché più istruito, e scavando verso i suoi compagni si ricongiunge a loro e la cattura di Xeno sortisce il successo sperato. Senku, Ryusui, Luna, Max, François e Kaseki raggiungono i rapitori, e tutto il gruppo si impossessa di una nave del nemico e avvia un negoziato telefonico con il meccanico Brody, un uomo del gruppo di Xeno aperto al dialogo, ma non per un semplice scambio di ostaggi. Senku pone sul piatto della bilancia la ricetta segreta del liquido del risveglio e l'incolumità di Xeno, e Brody, divertito dalla proposta dei ragazzi, accetta di costruire assieme a loro una città fondata sulla manodopera chiamata "Corn City" risvegliando un milione di abitanti. Entrambi però sono consapevoli che Stanley non approverebbe questa alleanza, quindi il gruppo sulla nave guidato da Senku si fa seguire dal cecchino fino in Sud America per sviarlo dalla fondazione di Corn City e allo stesso tempo indagare sul presunto luogo di origine del raggio pietrificante. |                  |                  |
| 70       | 13 | Guardando la stessa luna 「同じ月を見て」 - Onaji tsuki o mite | 10 luglio 2025   | 10 luglio 2025   |
| 70       | 13 | Non appena finito di caricare le riserve di carburante, la nave di Stanley parte all'inseguimento di Senku; Matsukaze si infiltra a bordo per aiutare Ginro, nascosto nella stiva, e spiare le mosse nemiche. Ginro però, per salvare la sua guardia del corpo minacciata da Stanley, esce dal suo nascondiglio e rivela dov'è diretto il gruppo di Senku. Nel frattempo la barca di Senku ha iniziato a dirigersi verso il Sud America e il giovane scienziato e il dottor Xeno si chiudono in cabina per confrontare tutte le informazioni che ciascuno ricorda del fatidico giorno della pietrificazione e ricostruire un modello matematico del fenomeno del raggio pietrificante, aiutandosi con un mappamondo e simulando il raggio con delle bolle di sapone. A loro si unisce anche Chrome, che con la sua testimonianza sull'espansione dell'onda dà il suo contributo alla raccolta di dati, e dopo una lunga serie di calcoli gli scienziati concordano su un punto geografico in Brasile come punto d'origine del raggio pietrificante, da cui poi si sarebbe espanso su tutta la superficie terrestre. |                  |                  |
| 71       | 14 | Earth Race 「EARTH RACE」 – "Gara della Terra" | 17 luglio 2025   | 17 luglio 2025   |
| 71       | 14 | La barca dei rapitori di Xeno deve fare scalo spesso per rifornirsi di legna da ardere per il motore, al contrario della Perseus guidata da Stanley che ha più carburante nella stiva ed è più veloce di loro. In uno degli attracchi, il gruppo salva una ragazza che aveva chiesto aiuto tramite degli aquiloni con una scritta fosforescente, notati da Taiju nel cielo notturno. La ragazza è la dottoressa Chelsea, geografa, che si trovava allo stesso summit di Xeno al momento della pietrificazione ma a causa della sua miopia quando si è risvegliata non ha notato le indicazioni scritte dai colleghi e si è diretta a sud, nella direzione opposta. Il team dei forzuti, sotto la guida di Ryusui, ricava uno spinnaker dagli aquiloni di Chelsea con cui l'imbarcazione riesce a seminare la Perseus, che li sta seguendo con il radar. La dottoressa appena unita al gruppo guida i suoi amici verso le zone dove crescono gli alberi della gomma, così da poter costruire gli pneumatici per delle moto, utili a raggiungere la meta più velocemente via terra e non via mare. |                  |                  |
| 72       | 15 | Battaglia per sfondare la rete d'assedio 「包囲網突破戦」 - Hoimo utobasen | 24 luglio 2025   | 24 luglio 2025   |
| 72       | 15 | Per seminare la Perseus, i fuggitivi decidono di separarsi dal laboratorio su ruote dirottandolo verso il canale di Panama anche se probabilmente non è più navigabile, per far credere a Stanley che alcuni di loro vogliano andare in avanscoperta. Il trucco funziona e fa guadagnare al gruppo alcuni giorni per costruire con calma le moto. In una tappa il gruppo raccoglie la gomma, che durante il viaggio usa per creare gli pneumatici, e una volta sbarcati in Ecuador la barca viene smontata per estrarre i motori per le moto e la legna necessaria alla produzione del carburante a gas. Una delle sei moto, inoltre, viene dotata di gassogeno per ricaricare le bombole per tutta la carovana. All'arrivo della Perseus, il gruppo di Senku sbalordisce i nemici mettendosi subito a bordo delle moto ed evitando sia i proiettili che l'attacco aereo, grazie all'acqua zuccherata messa da Senku nel serbatoio, ma il dottor Xeno riesce a comunicare un messaggio a distanza ai suoi alleati. |                  |                  |
| 73       | 16 | Medusa Mechanism 「MEDUSA MECHANISM」 – "Meccanismo Medusa" | 31 luglio 2025   | 31 luglio 2025   |
| 73       | 16 | Mentre Stanley fa riparare l'aereo sul posto facendosi dare indicazioni telefoniche dai tecnici rimasti in Nord America, anche Senku commissiona un lavoro a distanza al gruppo di Corn City, ovvero recuperare Medusa e analizzarne il meccanismo. Per questa operazione, il regno della scienza coadiuvato con gli uomini di Brody risveglia Joel, un esperto orologiaio e dipendente di una famosa azienda di orologi da polso, individuata nel territorio grazie a una cartina disegnata da Chelsea e trasmessa alla squadra del Nord America tramite un pantelegrafo a campionamento manuale. Joel dopo una prima analisi dell'arma pietrificante deduce che non è una tecnologia del XXI secolo e, togliendo e reinserendo un cristallo che fa da batteria, riesce a utilizzarla un'ultima volta. Gli esploratori del Sud America si trovano a dover attraversare la cordigliera delle Ande, l'ultimo ostacolo prima di raggiungere la foresta amazzonica che, al contrario del territorio in cui si trovano che ha subito una desertificazione causata dalla Niña, è rimasta inalterata grazie alla protezione delle montagne, come garantisce Chelsea. I viaggiatori si ripartiscono sulle moto in base al loro peso e iniziano la scalata, ma l'aereo dei loro inseguitori è stato riparato e si mette subito in volo per raggiungerli. |                  |                  |
| 74       | 17 | Terrificante e splendido 「悍ましくも美しく」 - Ozomashiku mo utsukushiku | 7 agosto 2025    | 7 agosto 2025    |
| 74       | 17 | Per trasportare agilmente le moto e i passeggeri attraverso le montagne, Senku propone di usare una funivia con un cavo di acciaio e carbonio che può trasportare al massimo due persone, ma si pone un problema di attraversamento con Xeno e Hyoga che, se rimanessero in una delle due sponde senza altri combattenti, potrebbero tradire il gruppo. Ciò effettivamente accade quando l'unica combattente fedele, Kohaku, si trova in difficoltà per un imprevisto, ma Hyoga dimostra di essere anche lui fedele alla comitiva e la aiuta. Dopo la scalata, il gruppo si ripara sotto gli alberi della foresta pluviale che li nasconde dalla vista aerea di Stanley, tuttavia il cecchino è soddisfatto di aver anche solo individuato la loro direzione e, atterrato sulla Perseus, inizia a seguirli risalendo il Rio delle Amazzoni. Anche gli esploratori si addentrano nella foresta e raggiungono il fiume, e per difendersi dalla fauna locale usano degli stivali di gomma e un unguento ottenuto mischiando alcol ed estratto di formiche legionarie. Giunti all'epicentro del raggio pietrificante, nell'ex-Manaus, scoprono una terrificante costruzione piramidale interamente ricoperta di marchingegni Medusa. |                  |                  |
| 75       | 18 | Diamond Heart 「DIAMOND HEART」 – "Cuore di diamante" | 14 agosto 2025   | 14 agosto 2025   |
| 76       | 19 | Stone Sanctuary 「STONE SANCTUARY」 – "Santuario di pietra" | 21 agosto 2025   | 21 agosto 2025   |